# 享祿
享祿是日本的年號之一。在大永之後，天文之前。指1528年到1532年的期間。這個時代的天皇是後奈良天皇。室町幕府的將軍是足利義晴。

## 改元
- 大永8年8月20日（陽曆1528年9月3日） 後奈良天皇即位因而改元。
- 享祿5年7月29日（陽曆1532年8月29日） 改元為天文。

## 出典
出自『周易』的「居天位享天祿」。

## 享祿年間要事

### 出生
- 元年（1528年） - 於大之方、德川家康之母（慶長7年逝世）
- 2年（1529年） - 宇喜多直家、戰國大名（天正9年逝世）
- 3年1月3日（1530年1月31日） - 大友義鎮、戰國大名（天正15年逝世）
- 3年1月21日（1530年2月18日） - 上杉謙信、武將（天正6年逝世）
- 3年（1530年） - 吉川元春、毛利元就之次男（天正14年逝世）

### 逝世
- 3年7月9日（1530年8月2日） - 狩野正信、畫師（永享6年出生）
- 4年6月4日（1531年7月17日） - 細川高國、武將（文明16年出生）

## 西元對照表
| 享祿 | 元年   | 2年    | 3年    | 4年    | 5年    |
| ---- | ------ | ------ | ------ | ------ | ------ |
| 西曆 | 1528年 | 1529年 | 1530年 | 1531年 | 1532年 |
| 干支 | 戊子   | 己丑   | 庚寅   | 辛卯   | 壬辰   |

## 相關項目
| 前一年號： 大永 | 日本年號 | 下一年號： 天文 |